# Mont Carmel
Pour les articles homonymes, voir Mont Carmel (homonymie).
Le mont Carmel, en hébreu הַר הַכַּרְמֶל, Har HaKarmel, en français « le vignoble de Dieu », est une montagne côtière d'Israël. Elle surplombe la mer Méditerranée à l'ouest et domine la vallée de Jezréel au sud-est. La ville de Haïfa se trouve en partie sur le flanc du mont Carmel, ainsi que les villes de Nesher et de Tirat Carmel.
En raison de la végétation fournie qui y pousse et de la présence de nombreuses grottes sur son versant nord-est, le massif du Carmel est longtemps passé pour un lieu de refuge habité par des ermites et des brigands.
Dès l'Antiquité, la vallée de Jezréel fut le théâtre d'importantes batailles, comme la bataille de Megiddo entre les Égyptiens et les Cananéens. Pendant la Première Guerre mondiale également, le mont Carmel a joué un rôle stratégique important. La bataille de Megiddo de 1918 a eu lieu à l'entrée d'un passage à travers le mont Carmel. Le général Edmund Allenby a y conduit les forces britanniques lors de cette bataille décisive contre l'Empire ottoman.
Le mont Carmel est le lieu d'une longue tradition religieuse, depuis que la Bible y a placé le séjour des prophètes Elie et Elisée (1 Rois 18 ; 2 Rois, 2).

## Géographie

### Situation, topographie

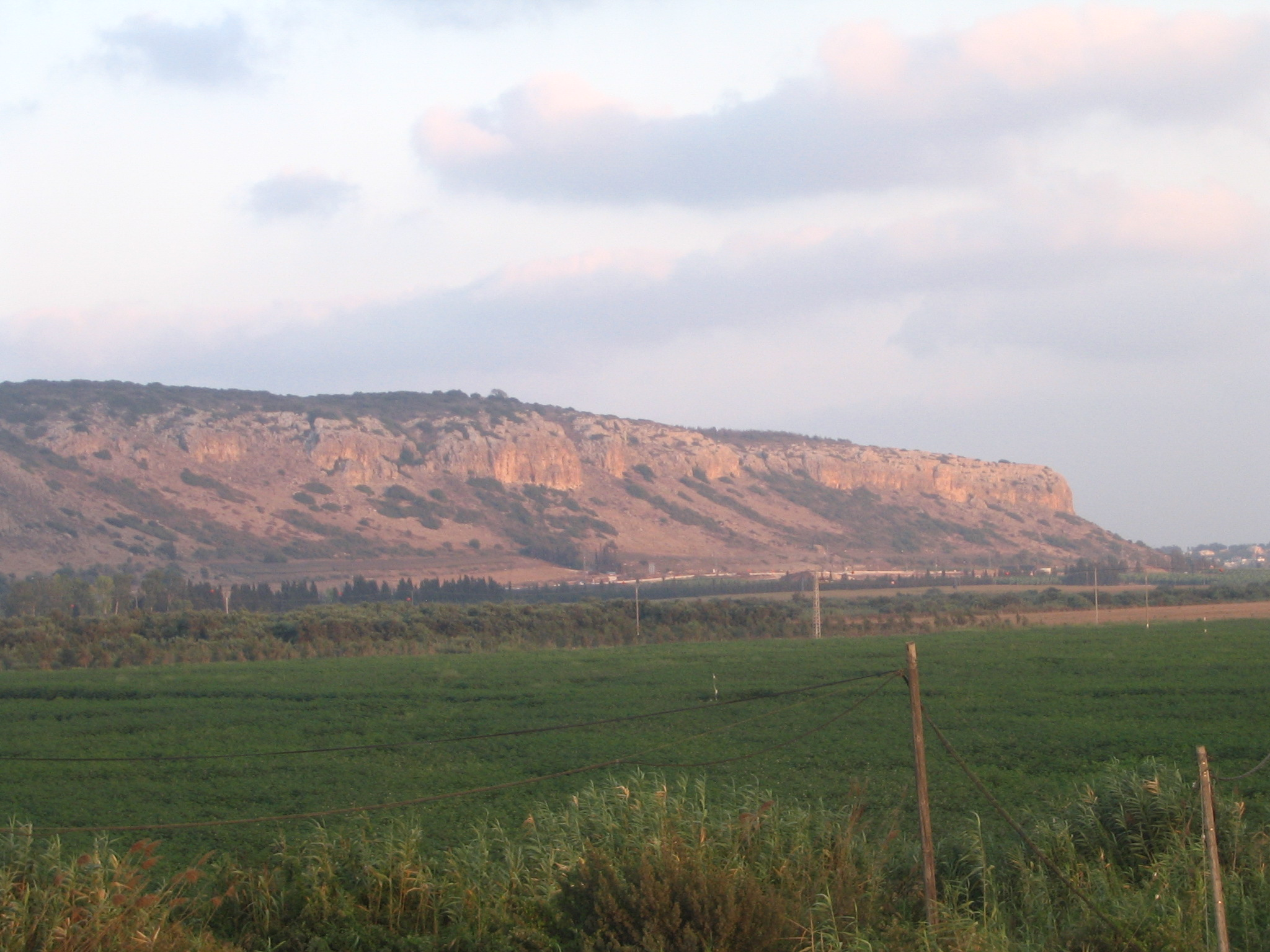
Vue du mont Carmel.

Le nom mont Carmel est utilisé de trois manières différentes :
- en référence à la chaîne de montagne de 39 km de long qui s'étend jusqu'à Jénine au sud-est ;
- en référence à la chaîne de montagne de 19 km au nord-ouest ;
- en référence au cap situé à l'extrémité nord-ouest.

Le massif du Carmel fait environ 6,5 à 8 km de large. Il forme une crête escarpée sur sa face nord-est (546 m de hauteur) et une pente douce au sud-ouest. La vallée de Jezréel se trouve immédiatement au nord-est. La plage forme une barrière naturelle dans le paysage, comme la vallée de Jezréel forme un passage naturel. Cela explique que la montagne et la vallée ont eu une grande importance pour les migrations et les invasions venues de l'Est au cours des siècles.

### Géologie
La montagne est formée d'un mélange de calcaire et de silex. On y trouve aussi des roches volcaniques et de nombreuses grottes,. Ses pentes sont couvertes d'une végétation dense, qui comprend du chêne, du pin, de l'olivier et du laurier.

### Population
Plusieurs villes modernes sont situés sur les bords du massif : Yoqneam sur sa crête orientale, Zikhron Yaakov sur le versant sud, les communautés druzes de Daliat el Karmel et Issifiya dans la partie centrale de la crête, les villes de Nesher, de Tirat Carmel et de Haïfa à l'extrême nord-ouest du promontoire et à sa base. Un petit kibboutz appelé Beit Oren est également implanté sur l'un des points les plus élevés du bord du massif, au sud-est de Haïfa.

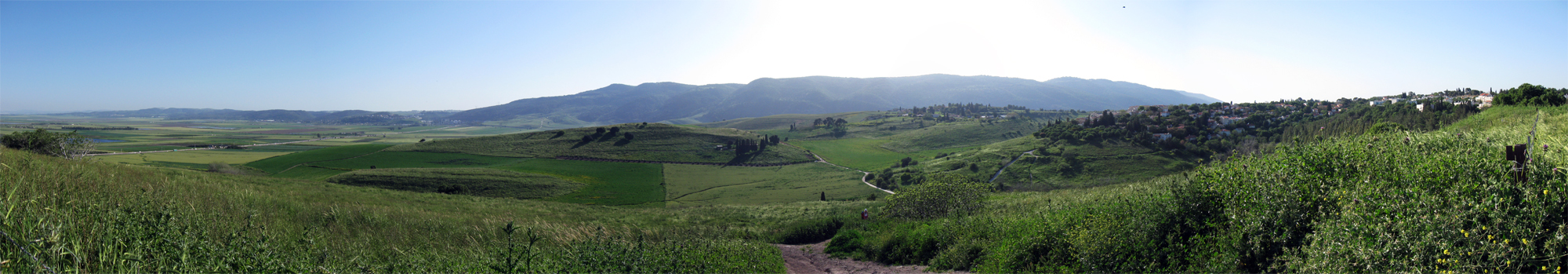
Vue panoramique de la chaîne montagneuse du Carmel.

## Histoire

### Préhistoire

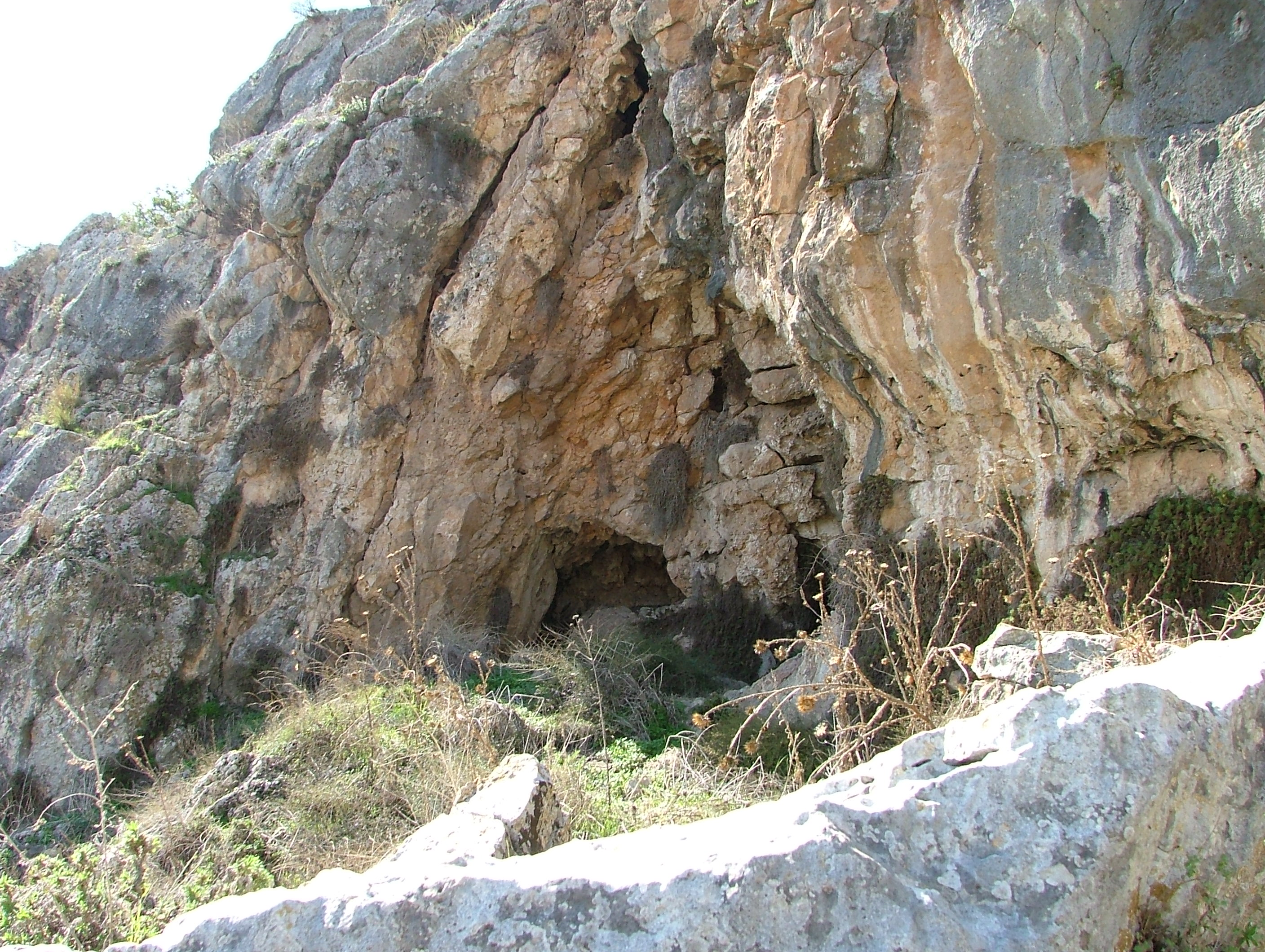
Grotte sur le versant nord du mont Carmel.

Lors d'un programme de fouilles réalisé entre 1929 et 1934, Dorothy Garrod a fouillé de 1930 à 1932 quatre grottes et plusieurs abris sous roche. Ces cavités sont situées sur le versant occidental du mont Carmel, le long du côté sud de la vallée de Nahal Me’arot / Wadi el-Mughara,. Elle y a découvert des restes d’hommes de Néandertal et des premiers humains modernes, dans un même ensemble culturel datant du Paléolithique moyen, le Moustérien. Le squelette d'une femme de Neandertal dénommé Tabun I est considéré comme l'un des fossiles humains les plus importants jamais découverts. Les fouilles effectuées à el-Tabun ont produit le plus long enregistrement stratigraphique d'activités humaines de la région, du Paléolithique à nos jours, soit entre 600 000 et 750 000 ans d'évolution humaine,. Plusieurs sépultures bien conservées d'hommes de Neandertal et d'Homo sapiens sont également présentes. Les traces de passage de groupes de chasseurs-cueilleurs nomades et de sociétés agricoles sédentaires complexes ont également été relevées. Tous ces éléments soulignent l'importance fondamentale des grottes du mont Carmel pour l'étude de l'évolution biologique et culturelle de l'homme dans le cadre des changements paléo-écologiques.

### Antiquité

#### IXesiècleav. J.-C.
Les Peuples de la mer s'installent sur les côtes du mont Carmel probablement autour du milieu du IXe siècle av. J.-C. Ils y restent jusqu'à ce qu'ils soient chassés par la conquête assyrienne de Teglath-Phalasar III, en 732 av. J.-C.

#### Du temps des prophètes d'Israël
Dans la Bible, le mont Carmel est un lieu saint pour le culte du dieu YHWH, comme le suggère le livre d'Amos,.
Le prophète Élie y habita, d'où son autre nom de « mont Saint-Élie » (en arabe جبل مار إلياس, jabal Mar Elyas). Elie y affronte les prêtres païens de Baal : au nom du Dieu d'Israël, il y accomplit un sacrifice miraculeux qui montre l'inanité des croyances idolâtres ou syncrétistes. Après sa victoire, les prêtres de Baal sont mis à mort.
Selon le deuxième livre des Rois, le prophète Élisée traverse le massif du Carmel après avoir maudit un groupe de jeunes gens qui se sont moqués de lui à la suite de l'ascension d'Élie. Deux ours sortent alors de la forêt et déchirent les jeunes gens. La présence d'Élisée dans le massif du Carmel n'implique pas qu'il s'y soit réfugié par crainte d'une réaction à leur mort, bien que le livre d'Amos considère cette montagne comme un refuge. Le livre d'Amos est considéré par les exégètes comme antérieur aux livres des Rois,.
Selon Strabon, ces montagnes continuent à être un lieu de refuge, au moins jusqu'au Ier siècle.
Les religieuses carmélites pensent qu'une communauté d'ermites juifs vivait sur le mont Carmel au temps d'Élie, mais aucune preuve n'a été trouvée jusqu'à présent.

#### Période romaine
Épiphane fait du mont Carmel un fief des Esséniens ; Flavius Josèphe les situe également dans la région d'Ein-Gedi.
Des communautés américaines modernes se disent Esséniennes, bien qu'elles n'aient aucun lien avec ce groupe antique. Elles accordent au mont Carmel une grande importance religieuse à cause de la protection qu'il a offerte aux Esséniens historiques.
L'historien Tacite rapporte que Vespasien est monté sur le mont Carmel pour consulter l'oracle qui s'y trouvait ; il note qu'il y avait un simple autel mais pas de temple.

#### Période byzantine
Les moines byzantins édifient un monastère à l'extrémité du plateau qui surplombe la mer. Le monastère est probablement consacré à sainte Marguerite (ou sainte Marine, selon le nom en usage en Orient). Ce monastère est détruit par les Perses de Khosro II en 614.

### Moyen Âge

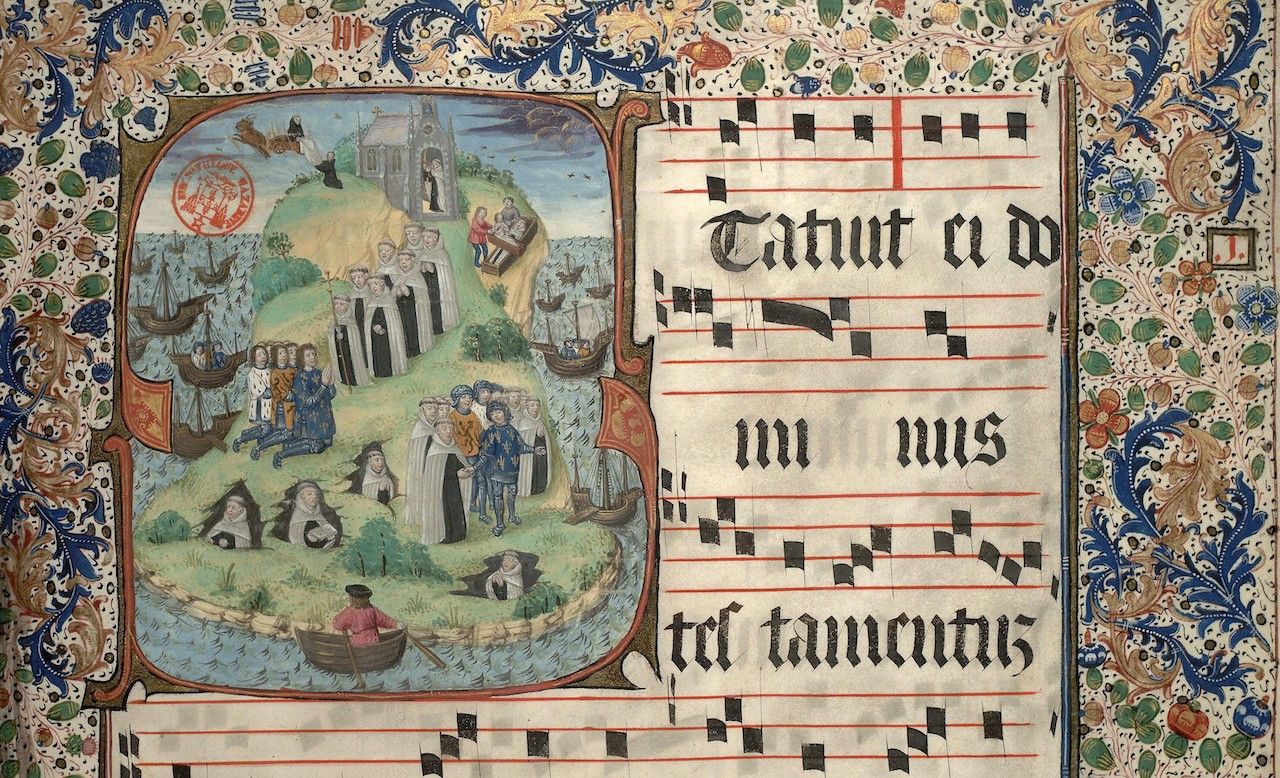
« Saint Louis visitant le mont Carmel », lettrine historiée de Cornelia van Wulfschkercke, Graduel à l'usage du couvent de Sion, 1505.

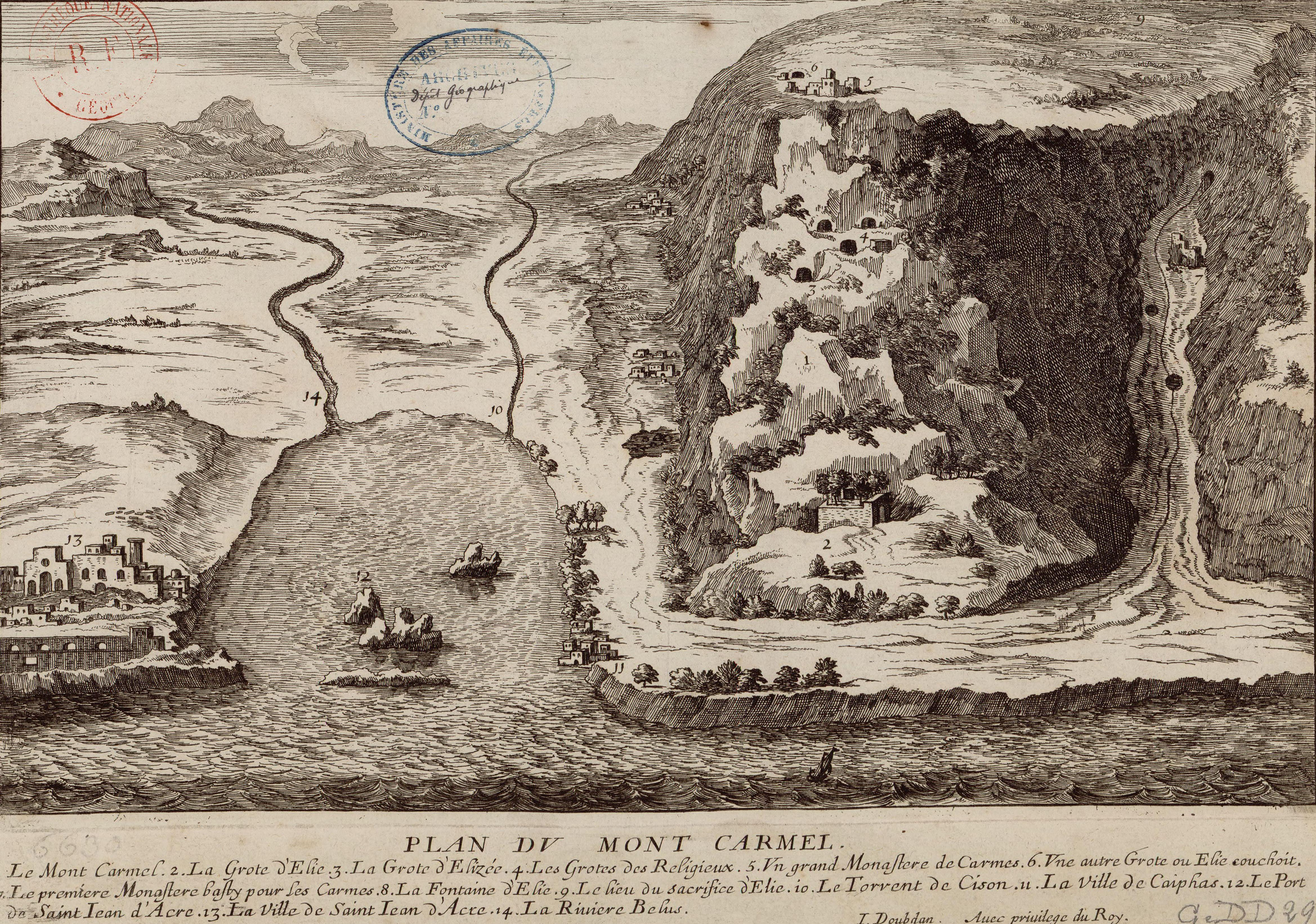
Plan du mont Carmel par Jean Doubdan, Le voyage de la Terre Sainte, Paris, 1667.

Au XIIe siècle, un ordre religieux de l'Église catholique romaine, l'ordre du Carmel (Carmes et Carmélites), est fondé sur le mont Carmel par saint Berthold (mort en 1195). Ce pèlerin et croisé s'engage, suivi par d'autres, à vivre en ermite sur le mont Carmel, comme l'a fait avant eux le prophète Élie. Une chapelle dédiée à la Vierge Marie est construite au centre des ermitages. L'église prend le nom de Notre-Dame du Mont-Carmel, qui va rapidement donner le nom à cette communauté. L'ordre est organisé vers 1209 par saint Albert Avogadro, patriarche latin de Jérusalem. Il lui donne une règle prescrivant la plus grande pauvreté, la solitude et le régime végétarien. Le roi de France Louis IX visite le site en 1252.
Au XIIIe siècle, après la conquête de la Palestine par Saladin (chute de Jérusalem en 1187), et jusqu'à la prise de Saint-Jean-d'Acre en 1291, les ermites quittent progressivement le mont Carmel pour se réfugier en Europe. En effet, leur sécurité n'est plus assurée dans leurs ermitages. En 1291, le monastère est détruit par les musulmans et les derniers ermites y sont massacrés. En Europe, la vie des ermites se transforme progressivement en une vie monastique telle que nous la connaissons aujourd'hui.
Durant les Croisades, le monastère change souvent de mains et devient finalement une mosquée. Sous contrôle islamique, le lieu prend le nom de El-Maharrakah, ce qui signifie « la combustion », en référence au défi d'Élie face aux prêtres de Baal.
Après la chute de Saint-Jean-d'Acre en 1291, les Mamelouks rasent les villes côtières pour empêcher le retour des croisés. La ville n'est plus mentionnée dans la littérature jusqu'en 1575, ce qui fait penser qu'elle n'est plus habitée. La reconquête ottomane, en 1761, permet une reconstruction progressive de la ville. La ville de Haïfa redevient un simple village de pêcheurs avant d'être refondée en 1918.

### XIXesiècle

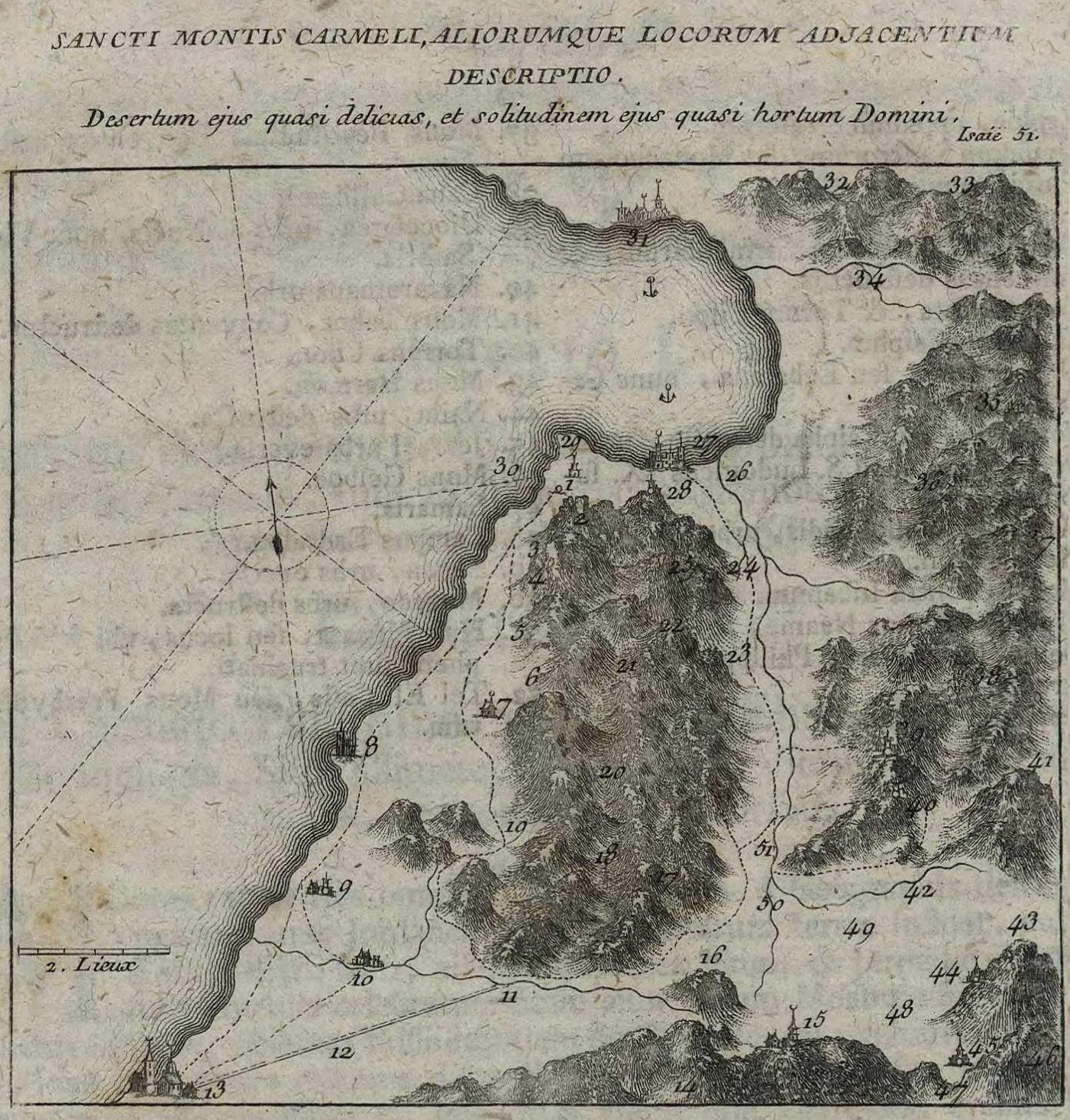
Gravure de la carte du mont Carmel, fin XVIIIe siècle, auteur inconnu.

En 1799, Napoléon Bonaparte, lors de la campagne d'Égypte, met le siège devant Saint-Jean-d'Acre. Il transforme le monastère (qui était devenu une mosquée) en hôpital de campagne. Lors de son retrait, il abandonne  2 000 hommes blessés et malades. Ces soldats sont massacrés par les troupes ennemies.
En 1821, ce qui reste du monastère est détruit par le pacha de Damas, soucieux d'empêcher ses ennemis de s'y réfugier. Il récupère les pierres de l'édifice pour construire son palais.
Un nouveau monastère Stella Maris est bâti dans les années 1840 sur les ruines du précédent.

### XXesiècle
Pendant la Première Guerre mondiale, en 1918, la bataille de Megiddo se déroule dans le massif du Carmel, et constitue un tournant dans le conflit contre l'Empire ottoman.
En 1909, le mausolée du Báb est construit sur le mont Carmel. En 1953, un sanctuaire avec un dôme doré est bâti au-dessus du mausolée initial. Une série de terrasses décoratives est construite ensuite autour du sanctuaire, ainsi qu'un ensemble de bâtiments administratifs destinés à être le « siège administratif de la religion ».
En 1959 est inauguré dans la ville portuaire de Haïfa un métro souterrain, le Carmelit, qui utilise les techniques du funiculaire et du métro sur pneus.

### Incendie du Carmel de 2010
En 2010, un grand incendie de forêt atteint le mont Carmel, ce qui donne lieu à une aide internationale importante.

## Culture populaire
Dans la culture cananéenne antique, les « hauts lieux » étaient souvent considérés comme des sites sacrés, et le mont Carmel semble en avoir fait partie. Le pharaon Thoutmôsis III mentionne, parmi les territoires qu'il prend aux Cananéens, « un promontoire sacré ». S'il s'agit du Carmel comme le pense l'égyptologue Gaston Maspero, cela indique que la montagne était sacrée dès le XVe siècle av. J.-C. Le premier livre des Rois place sur cette montagne un autel dédié à YHWH, qui était tombé en ruines au temps d'Achab, mais remplacé par un nouveau par Élie.

### Antiquité grecque et romaine
Le philosophe Jamblique dit que Pythagore visita la montagne en raison de sa sainteté, et déclaré qu'elle était « la plus sainte de toutes les montagnes, et son accès interdit à de nombreuses personnes ».
La cavité appelée « grotte d'Élie » recèle des centaines de graffitis grecs païens, qui datent probablement du IIe siècle av. J.-C. Cela semble indiquer que cet endroit était un lieu de culte d'Adonis ou de Tammuz.
L'historien Tacite affirme qu'il y avait là un oracle et que Vespasien le consulta. Il rapporte qu'il y avait un autel, mais pas d'image divine,, ni de temple. Un auteur anonyme du IVe siècle indique que le mont Carmel était consacré à Jupiter. Un pied votif découvert en 1932 semble confirmer la présence d'un culte à Jupiter Carmelus Heliopolitanus.

### Élie et Élisée

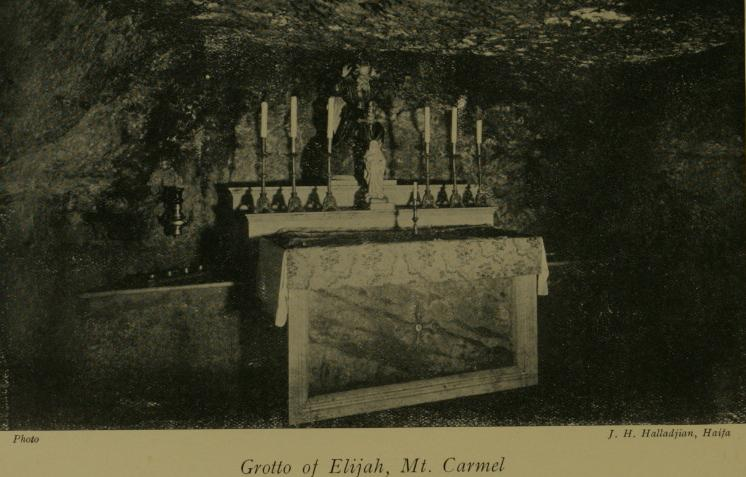
La « grotte d’Élie » dans le monastère Stella Maris de Haïfa (carte postale - 1913).

Les traditions religieuses juive, chrétienne et islamique associent Élie à cette montagne car il aurait vécu dans l'une de ses grottes. L'un des noms arabes du Carmel est جبل مار إلياس, jabal Mar Elyas, ou mont Saint-Élie. Dans le premier livre des Rois, Élie défie 450 prophètes de Baal devant un autel, pour déterminer quel est le vrai dieu du royaume d'Israël. Le récit se déroule sous le règne du roi d'Israël Achab allié des Phéniciens. Les biblistes supposent que le Baal en question est le dieu phénicien Melkart.
Le défi consiste à déterminer quelle divinité est capable d'allumer le feu du sacrifice. Les prophètes de Baal échouent dans leur tentative. Élie fait verser beaucoup d'eau sur la victime pour en saturer l'autel, puis il prie. Alors un feu céleste tombe et consume la victime, le bois, les pierres, le sol et l'eau. Voyant cela, les Israélites impressionnés s'écrient : « c'est l'Eternel qui est Dieu ! ». Puis, à l'injonction d’Élie, ils massacrent les prêtres de Baal. Élie annonce aussi la fin d'une longue sécheresse. Des nuages apparaissent, le ciel devient noir et il pleut à verse.
Aucun indice biblique ne précise le lieu du mont Carmel où le récit se déroule. La tradition islamique le place au site d'El-Maharrakah, nom qui signifie « la combustion ».
Élisée réside dans une grotte du mont Carmel, comme l'indique le deuxième livre des Rois (2R 4,25) qui relate le miracle du fils de la Sunamite.

### Les Carmélites

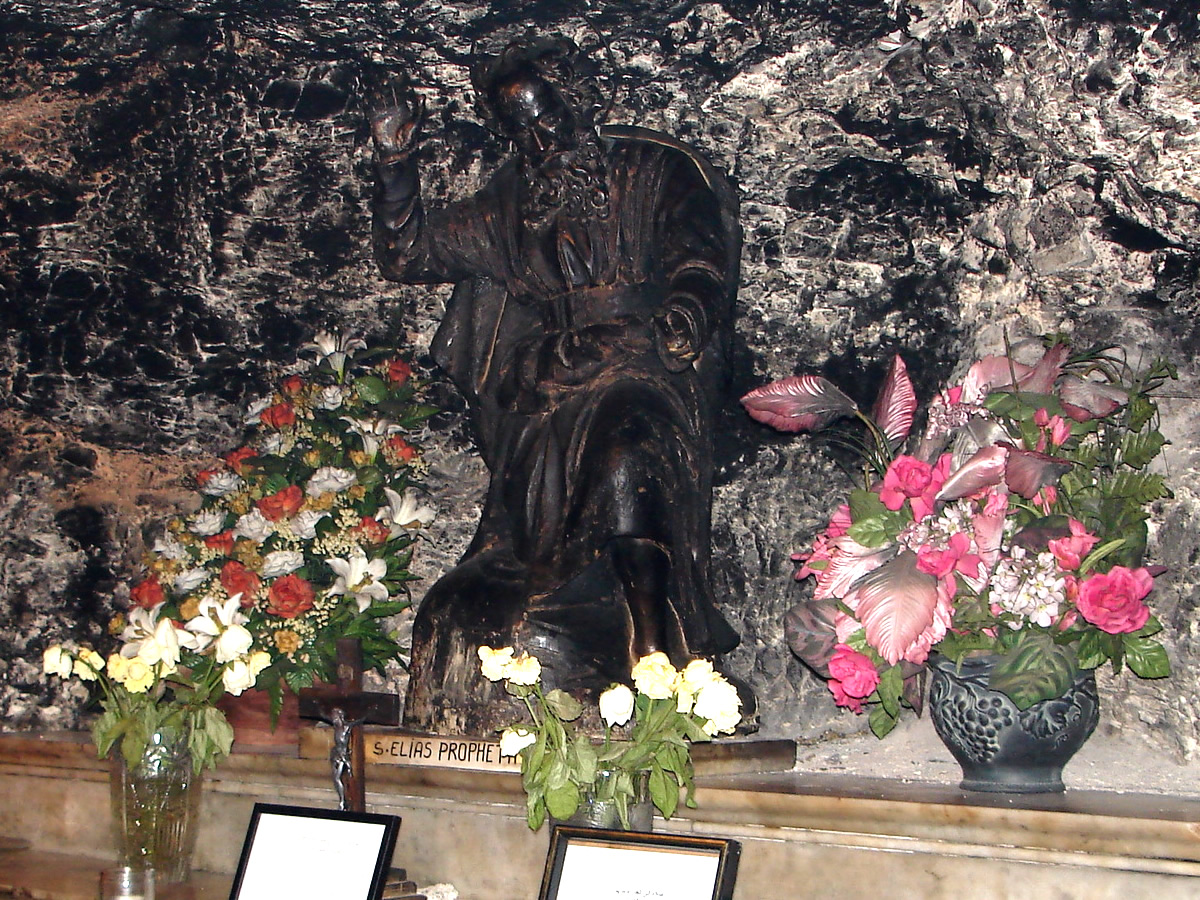
Statue d’Élie dans la crypte du monastère Stella Maris du mont Carmel. D'après la tradition catholique, la crypte était à l'origine la grotte d’Élie

L'ordre du Carmel fut fondé sur le site qui, selon ses fondateurs, serait l'emplacement de la grotte d’Élie. Il est bâti à 520 m d'altitude, à l'extrémité nord-ouest de la chaîne de montagne, son point le plus élevé. Bien qu'il n'y ait aucune preuve, la tradition carmélite pense qu'une communauté d'ermites juifs y a vécu, depuis l'époque d’Élie jusqu'à la fondation du couvent. La règle des Carmélites de 1281 indique : « Depuis le temps où Élie et Élisée ont habité pieusement sur le mont Carmel, des prêtres et les prophètes juifs et chrétiens ont vécu des vies dignes d'éloges dans la sainte pénitence, près du site de la fontaine d’Élisée, dans une succession ininterrompue ».
Le monastère du Carmel est créé sur le site peu de temps après la création de l'ordre. Il est consacré à Marie, dans son appellation d'« étoile de la mer » (stella maris en Latin), une représentation médiévale de Marie. Le roi de France Louis IX est considéré, à tort, comme son fondateur, mais il y a effectué une visite en 1252. Au XIIIe siècle, les ermites quittent le site et se réfugient en Europe. L'ordre des Carmélites devient alors l'un des grands ordres religieux catholiques dans le monde.
Au XVIIe siècle, avec le soutien du consul de France, l'ordre des Carmes achète plusieurs grottes proches du sommet et obtient du pacha de Damas l'autorisation de refonder un monastère. Mais celui-ci est à nouveau détruit au début du XIXe siècle. À la fin du même siècle toutefois, un nouveau monastère est construit directement au-dessus de la grotte, à proximité du premier monastère, grâce aux fonds recueillis par les carmélites. La grotte constitue désormais la crypte de l'église monastique, et est appelée « la grotte d'Élie » par les moines.
Un très ancien scapulaire est associé au mont Carmel et aux Carmélites. Selon la légende des Carmes, le scapulaire de Notre-Dame du Mont-Carmel a d'abord été donné à Simon Stock, un carme anglais, par Marie, la mère de Jésus. Les Carmes se réfèrent à Marie comme Notre-Dame du Mont-Carmel et la célèbrent le 16 juillet lors de la fête de Notre-Dame du Mont-Carmel.

### Mausolée du Báb et les bahá'ís

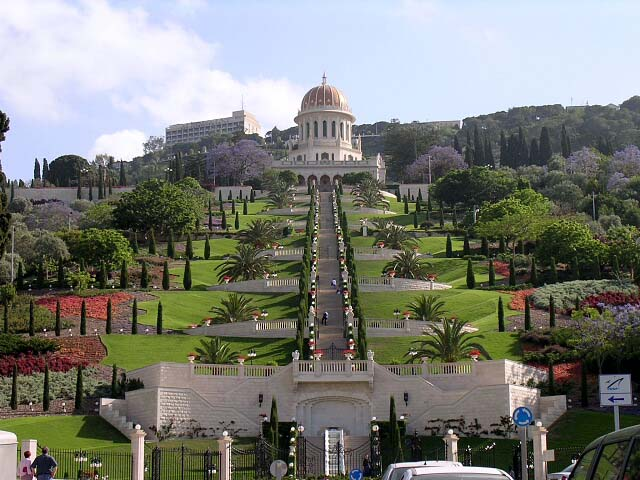
Le mausolée du Báb et ses terrasses, sur le mont Carmel, en 2004.

Dans le baha'isme, le mont Carmel est un lieu sacré pour les baha'is du monde entier. Il est le siège du Centre mondial baha'i et le mausolée du Bab, le fondateur du babisme et précurseur du bahaïsme. Le choix de l'emplacement des lieux saints bahá'ís a ses racines dans la localisation de la prison de son fondateur, Mirza Husayn Ali Nuri, près de Haïfa. Il avait été arrêté et mis en prison au XIXe siècle par l'Empire ottoman.
Le mausolée du Báb abrite les restes du Bāb. L'emplacement du sanctuaire du mont Carmel a été désigné par Baha'u'llah lui-même. Les restes du Bab ont été inhumés le 21 mars 1909 dans le mausolée, composé de six pièces, construit en pierre locale. La construction du sanctuaire avec un dôme doré a été réalisée au-dessus du mausolée en 1953. La série de terrasses décoratives autour du sanctuaire a été achevée en 2001. Les marbres blancs utilisés étaient de la même source que les chefs-d'œuvre athéniens les plus anciens : la montagne du Pentélique.
Mirza Husayn Ali Nuri, le fondateur de la foi baha'ie, désigne dans ses écrits, Les Tablettes du Carmel, la zone autour du sanctuaire qui doit être l'emplacement du siège administratif de la religion. Les bâtiments administratifs bahá'ís sont construits à côté de la terrasse décorative, et sont considérés comme l'Arc, en raison de leur disposition géographique.

### Communauté musulmane Ahmadiyya

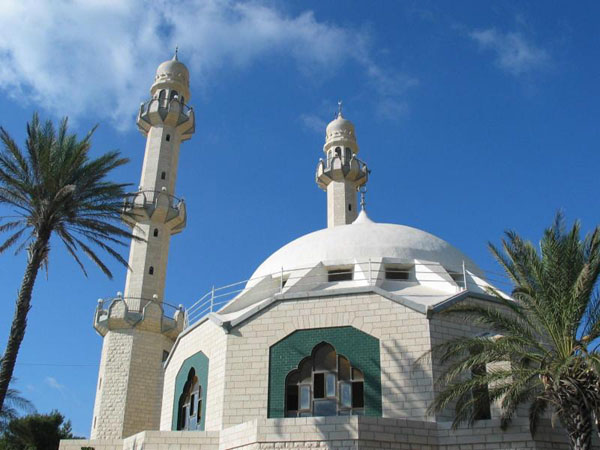
La mosquée Mahmood sur le mont Carmel

La communauté musulmane Ahmadiyya possède sa plus grande mosquée israélienne sur le mont Carmel, la mosquée Mahmood (Kababir). C'est une structure unique composée de deux minarets. Ellee a été visitée une fois par le président de l'État d'Israël, Shimon Peres, pour un dîner iftar.

## Activités

### Tourisme
Le monastère Stella Maris et sa situation donnent un panorama surplombant la ville d'Haïfa, la côte et la mer. C'est un lieu privilégié du tourisme pour les étrangers et pour les habitants du pays qui viennent apprécier la vue et le cadre des lieux. La basilique du monastère et les grottes d’Élie sont visitées par les pèlerins juifs, chrétiens et musulmans, qui viennent y prier.

### Protection environnementale
Le mont Carmel est désigné au titre de réserve de biosphère par l'Unesco depuis 1996. Les grottes de Nahal Me’arot ont été inscrites en 2012 au patrimoine mondial de l'humanité de l'Unesco.